# Co-kathedraal
Een co-kathedraal is een kerkgebouw dat samen met een andere kathedraal de functie heeft van zetelkerk van de bisschop.
Een dergelijke situatie komt voor waar in het verleden bisdommen zijn samengevoegd. De hoofdkerk die als bisschopszetel wordt aangewezen wordt vervolgens kathedraal van het nieuwe bisdom en de voormalige hoofdkerk van het toegevoegde bisdom wordt een co-kathedraal.

## Nederland
In Nederland wordt de Sint-Bonifatiuskerk te Leeuwarden gezien als de co-kathedraal van het bisdom Groningen-Leeuwarden.
In 2025 is de tot dan toe genoemde Sint-Nicolaasbasiliek te Amsterdam verheven tot Co-kathedrale basiliek van de Heilige Nicolaas van het bisdom Haarlem-Amsterdam.  De hoofdkerk is de Kathedrale basiliek Sint Bavo (Koepelkathedraal) in Haarlem. De Nicolaas heeft de titel van co-kathedraal gekregen, omdat Amsterdam ooit als bisdom is opgericht door een concordaat dat koning Willem I der Nederlanden in 1827 sloot met paus Leo XII.

## België
In België is de Kathedraal van Sint-Michiel en Sint-Goedele te Brussel de co-kathedraal van het aartsbisdom Mechelen-Brussel.

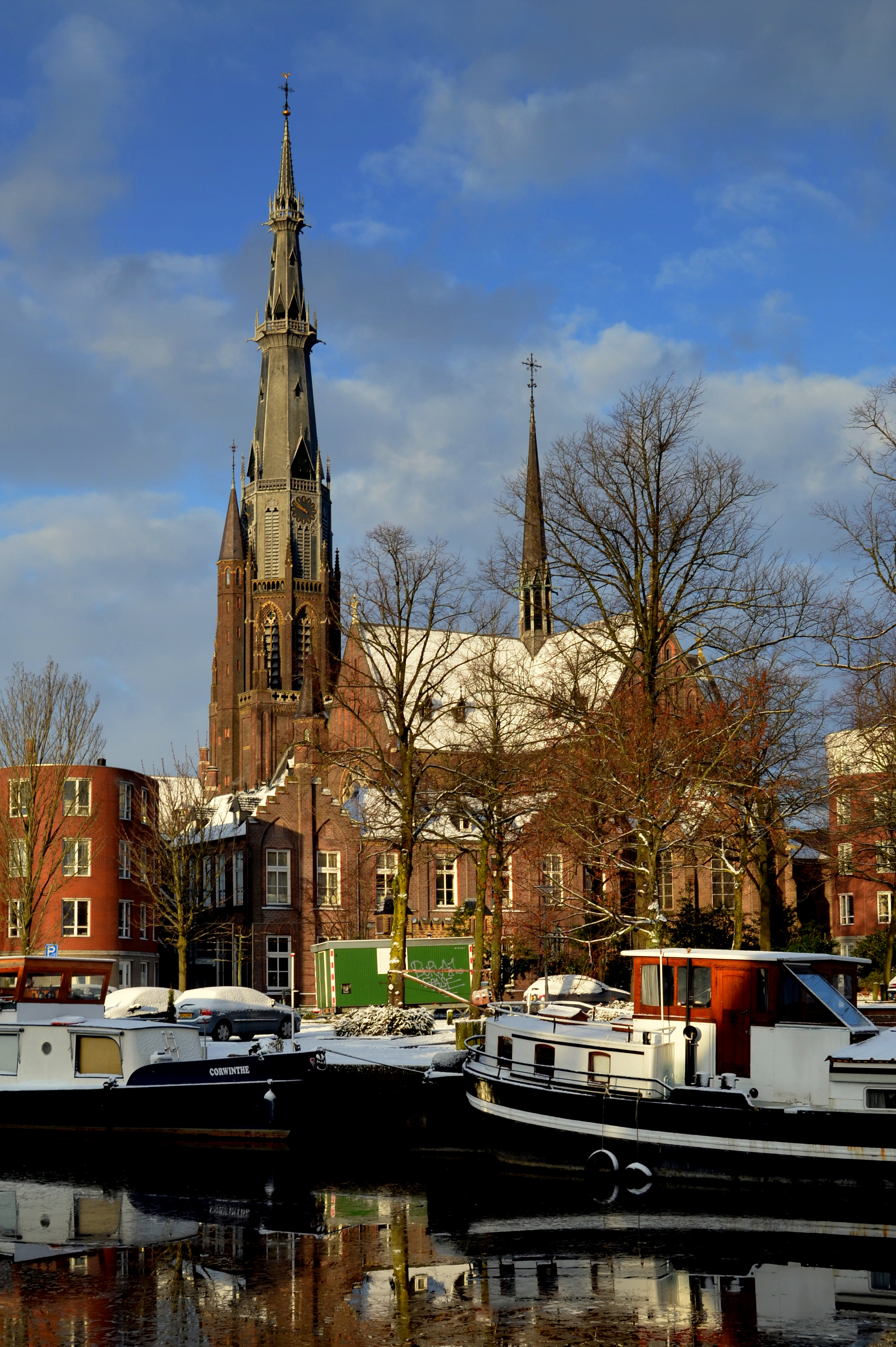
De neogotische Sint-Bonifatiuskerk, Leeuwarden
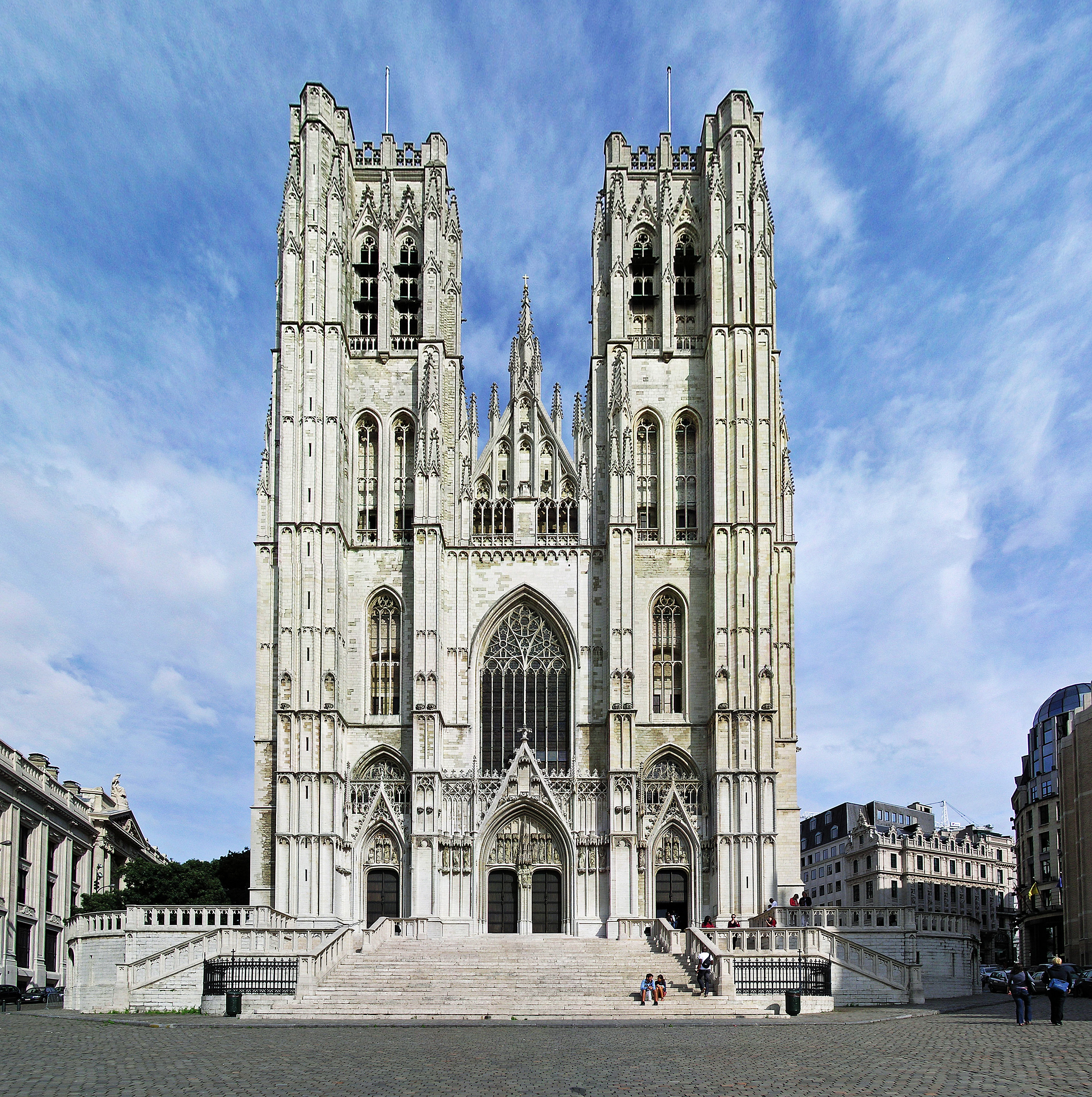
De gotische kathedraal van Sint-Michiel en Sint-Goedele